# Castel Savoia
Il Castel Savoia (in francese Château Savoie) è una villa ottocentesca in stile eclettico situata a Gressoney-Saint-Jean, in Valle d'Aosta.

## Storia

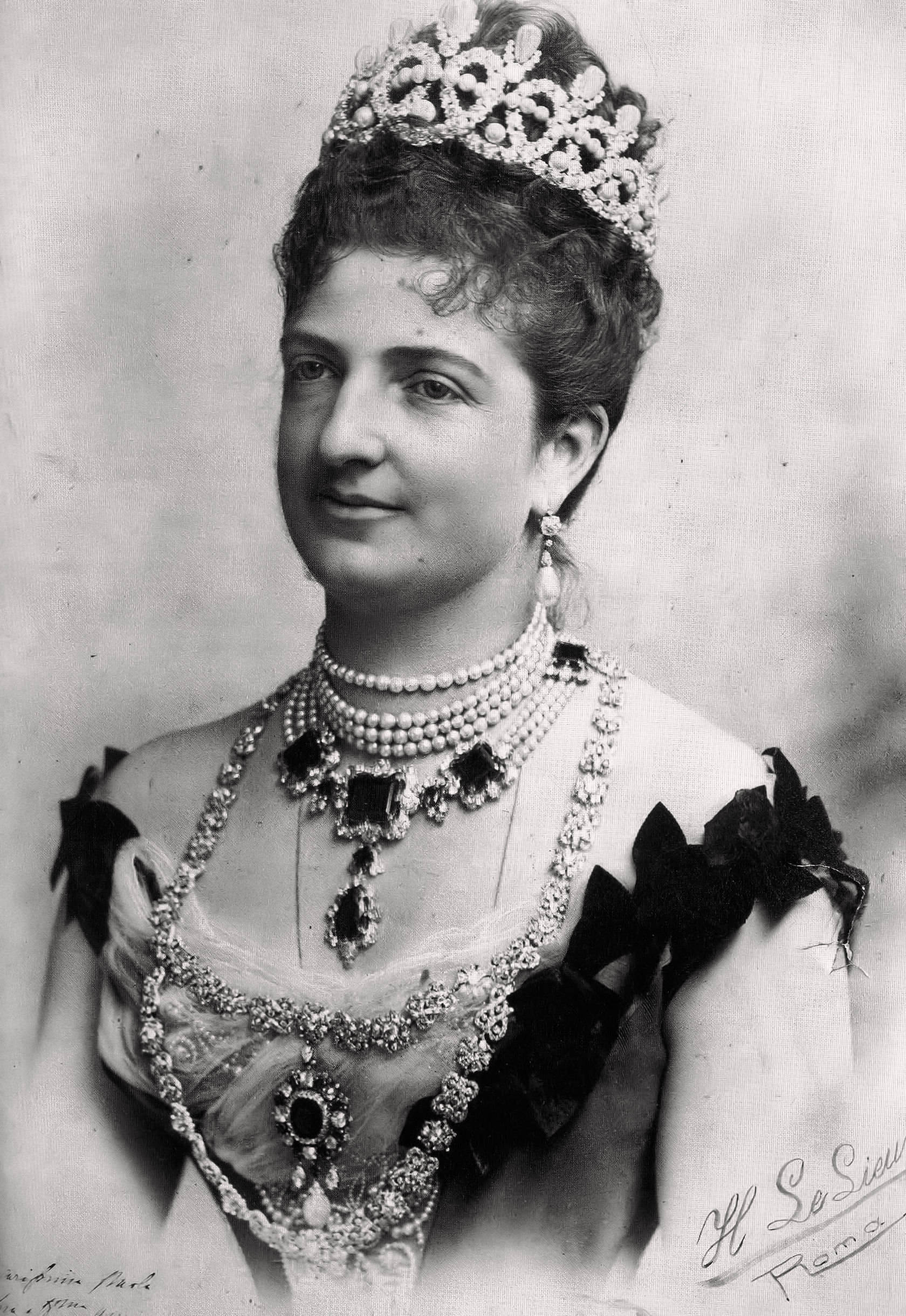
La regina Margherita di Savoia

A seguito di alcuni soggiorni di villeggiatura trascorsi a partire dal 1889 dalla regina Margherita e dal consorte Umberto I presso la Villa Margherita, residenza del barone Beck Peccoz, la regina volle far costruire una residenza per sé sul versante della valle al di sotto del Colle Ranzola, da cui si gode un ampio panorama sulla valle e sulle cime del Monte Rosa.
Dopo alcune resistenze di Umberto I, che preferiva soggiornare nel Castello di Sarre per lunghe battute di caccia, la regina Margherita ottenne il permesso per realizzare a 1.440 m di altitudine la sua dimora di villeggiatura che fece progettare all'architetto Emilio Stramucci, già adoperatosi per i rimaneggiamenti di Palazzo Reale e di altre dimore sabaude.
La posa della prima pietra avvenne nell'estate del 1899, ma re Umberto I nel castello non soggiornò mai, poiché venne assassinato a Monza nel 1900 dall'anarchico Gaetano Bresci, prima del completamento dei lavori avvenuto nel 1904.
La regina Margherita, vedova e ormai relegata alla sola funzione di regina madre, vi trascorse lunghi periodi di villeggiatura fino al 1925, ospitando illustri membri della letteratura di cui amava circondarsi, tra cui il poeta Giosuè Carducci e l'affezionato nipote, il giovane principe di Piemonte Umberto II.
Dopo la morte della regina Margherita, avvenuta a Bordighera nel 1926, durante il suo soggiorno invernale a Villa Margherita, il castello rimase chiuso per alcuni anni e venne venduto nel 1936 all'industriale milanese Ettore Moretti che lo mantenne quasi intatto.
I suoi eredi vendettero il castello alla regione autonoma Valle d'Aosta nel 1981.

## Descrizione

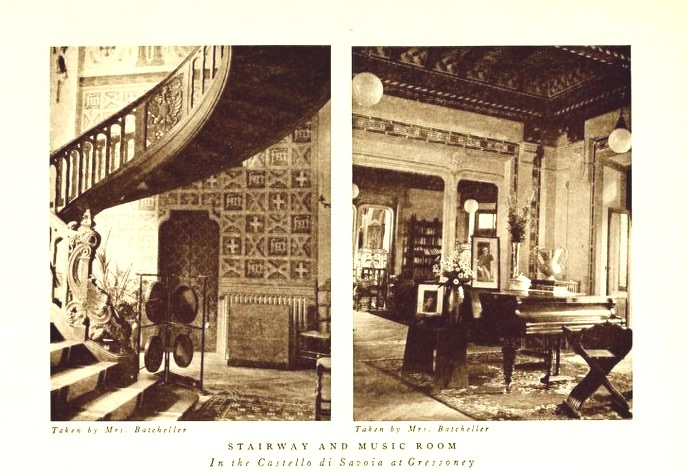
Gli interni del castello ad inizio Novecento

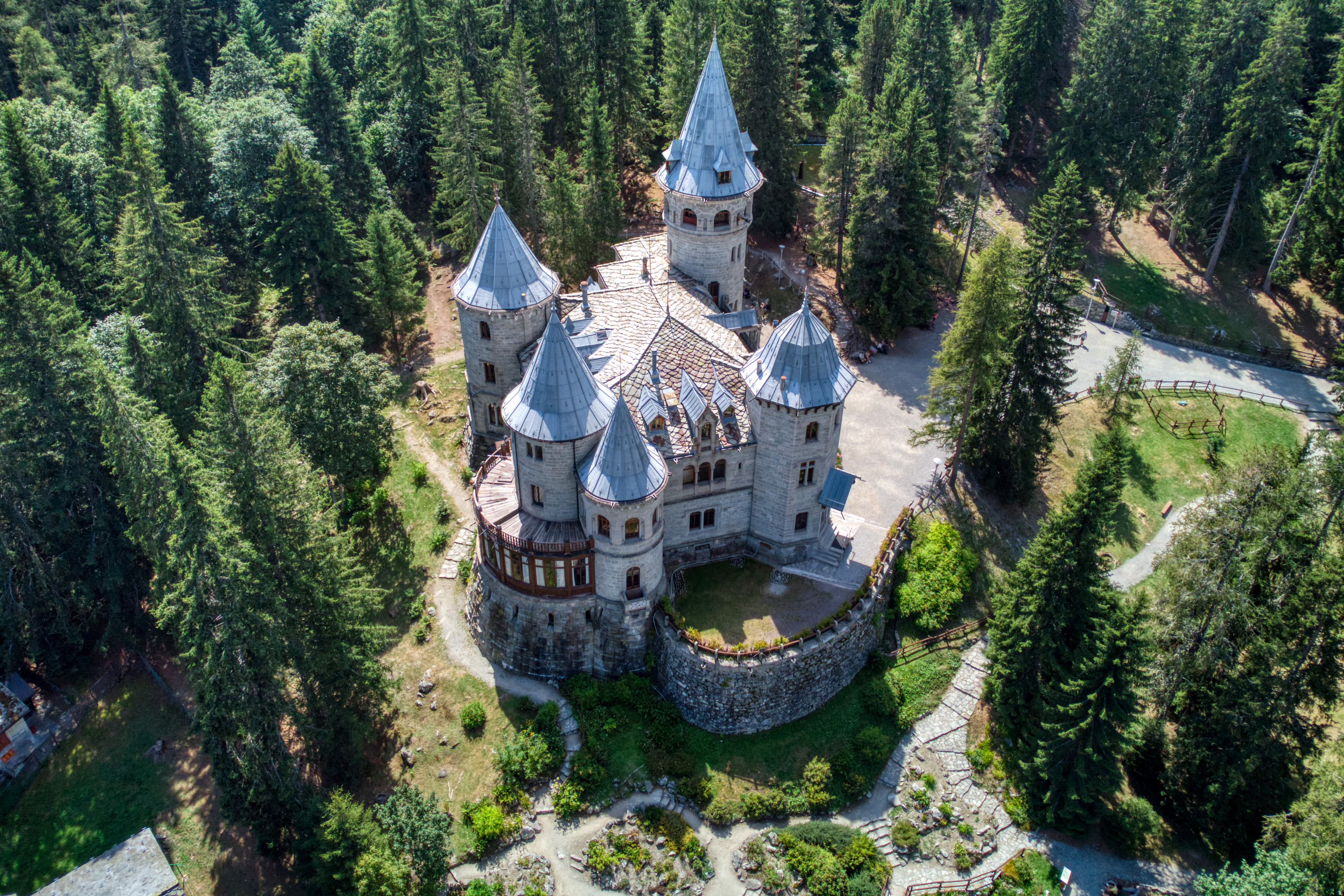
L'esterno del castello

L'edificio, pur fregiandosi del nome di «castello», è in realtà una grande villa a tre piani in stile eclettico, caratterizzata dalle cinque torri neogotiche. 
La commistione di stili fu un'esplicita richiesta della sovrana, che partecipò personalmente al procedere dei lavori con particolare assiduità.
L'edificio è stato costruito con ampio uso di rocce locali e appare in tutta la sua austerità ma l'alternarsi di moduli architettonici, la moltitudine di finestre, bifore, trifore e la varietà di stili, gli conferiscono un aspetto piuttosto omogeneo e armonioso. La struttura si sviluppa su tre piani e presenta una pianta rettangolare affiancata dalle cinque torri neogotiche di differenti altezze, di cui una ottagonale. Esse sono sormontate da guglie tutte differenti l'una dall'altra, mentre la torre centrale, la più alta, ospita un terrazzo coperto caratterizzato da una copertura a cuspide con abbaini che garantivano la vista ai Carabinieri Reali su tutta la proprietà.
Al piano terreno vi sono la sala da pranzo, la sala da gioco con un biliardo, alcuni salotti, la grande veranda semicircolare e il salone d'onore con la pregevole scala in legno di rovere a doppia rampa semicircolare. Essa, insieme agli arredi, alle boiseries delle pareti e ai soffitti lignei a cassettoni fittamente decorati con simboli sabaudi e motivi floreali che richiamano esplicitamente il nome stesso della sovrana, sono opera dell'intagliatore torinese Michele Dellera; i dipinti murali e i disegni delle tappezzerie in tessuto di lino e seta, sono invece opera di Carlo Cussetti, anch'egli fornitore della Real Casa.
Il piano nobile ospita gli appartamenti privati della regina Margherita, del figlio, Vittorio Emanuele III, della nuora, la regina Elena e del nipote Umberto II. Una stanza più piccola era riservata alla marchesa Paola Pes di Villamarina
Al secondo piano vi sono ancora alcune stanze per gli ospiti e l'accesso al terrazzo coperto della torre più alta, mentre il piano interrato è adibito a cantina.
Una particolarità contraddistingue questa residenza, ovvero l'assenza delle cucine, che la regina stessa volle far costruire al di fuori dell'edificio, a circa trenta metri di distanza, nella struttura che dal 1981 ospita la biglietteria e i servizi igienici per i visitatori. Il collegamento con le cucine per trasportare le vivande era garantito da una galleria ipogea dotata di un doppio binario Decauville, dove le portate percorrevano il loro breve tragitto su appositi carrelli elettrici chiusi ermeticamente fino a un ascensore interno che portava i pasti direttamente nella sala da pranzo del castello.
L'ubicazione sul fianco della valle consente di godere di un'ampia vista sul ghiacciaio Lyskamm e sul Monte Rosa. L'edificio è inoltre circondato da un ampio parco che ospita una piccola pineta e il giardino roccioso ai piedi dell'edificio. Collegate dal viale d'accesso al castello, vi sono anche alcune strutture abitative: la Villa Belvedere, che fungeva da foresteria, alloggio per i custodi, per la servitù e per la scorta di Carabinieri Reali e il Romitaggio Carducci, dedicato alla memoria del poeta e amico della regina che vi soggiornò.

## Castel Savoia e il cinema
Nel 2012 il castel Savoia fu il luogo dove fu girato il film Il peggior Natale della mia vita.

## Galleria d'immagini

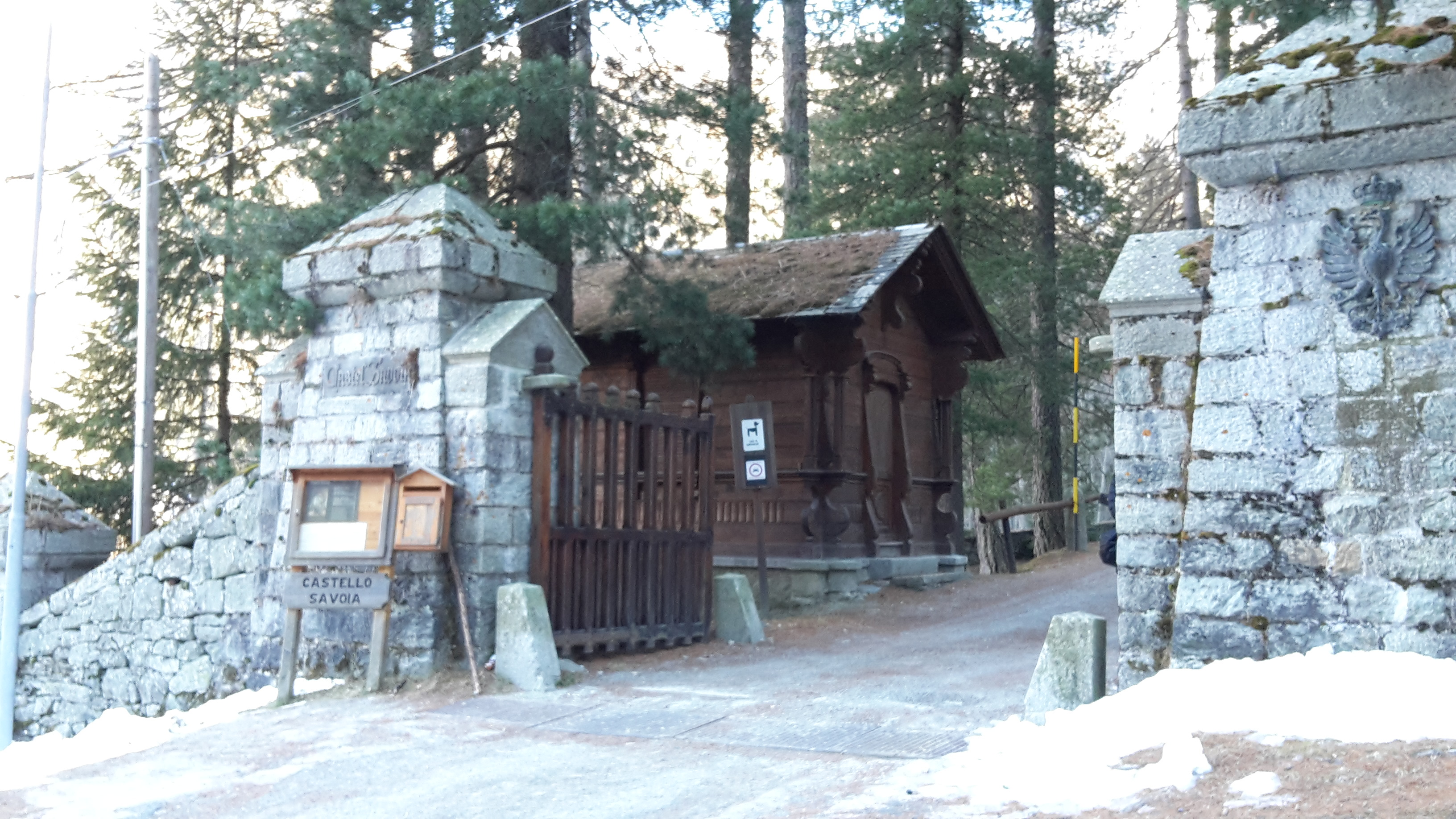
Cancello d'entrata di Castel Savoia
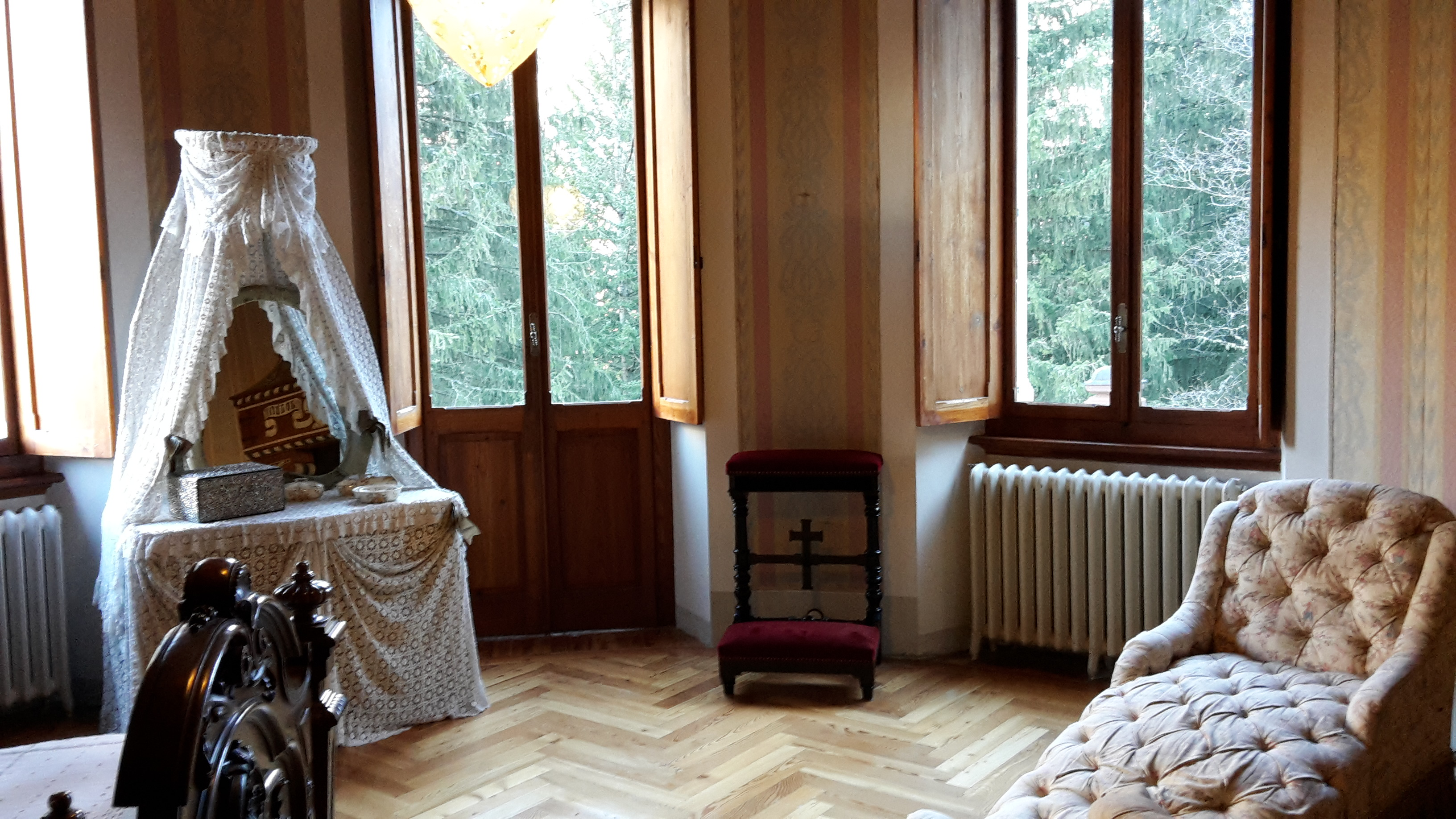
Camera da letto della Regina Margherita, Castel Savoia
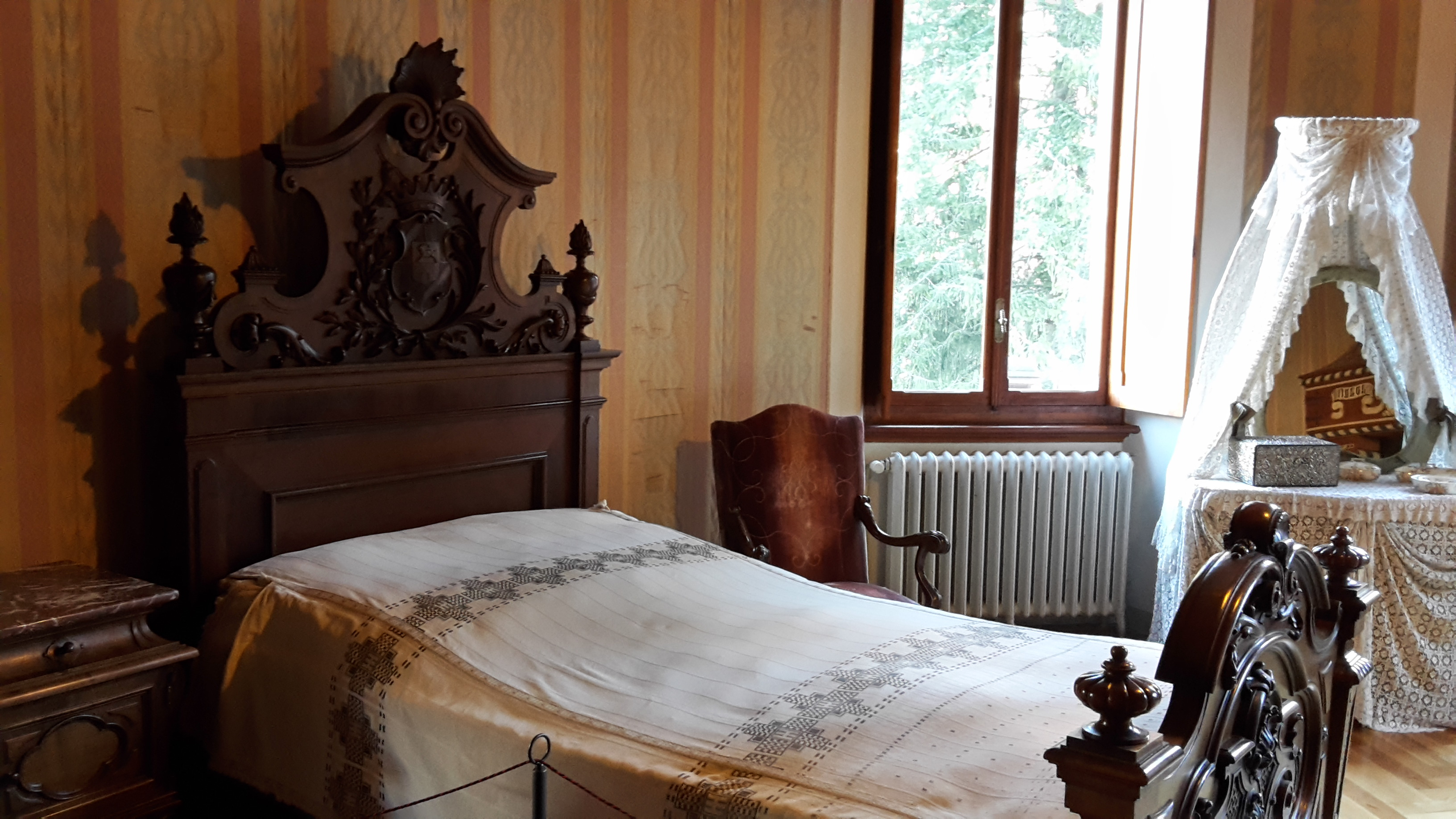
Letto della Regina Margherita, Castel Savoia
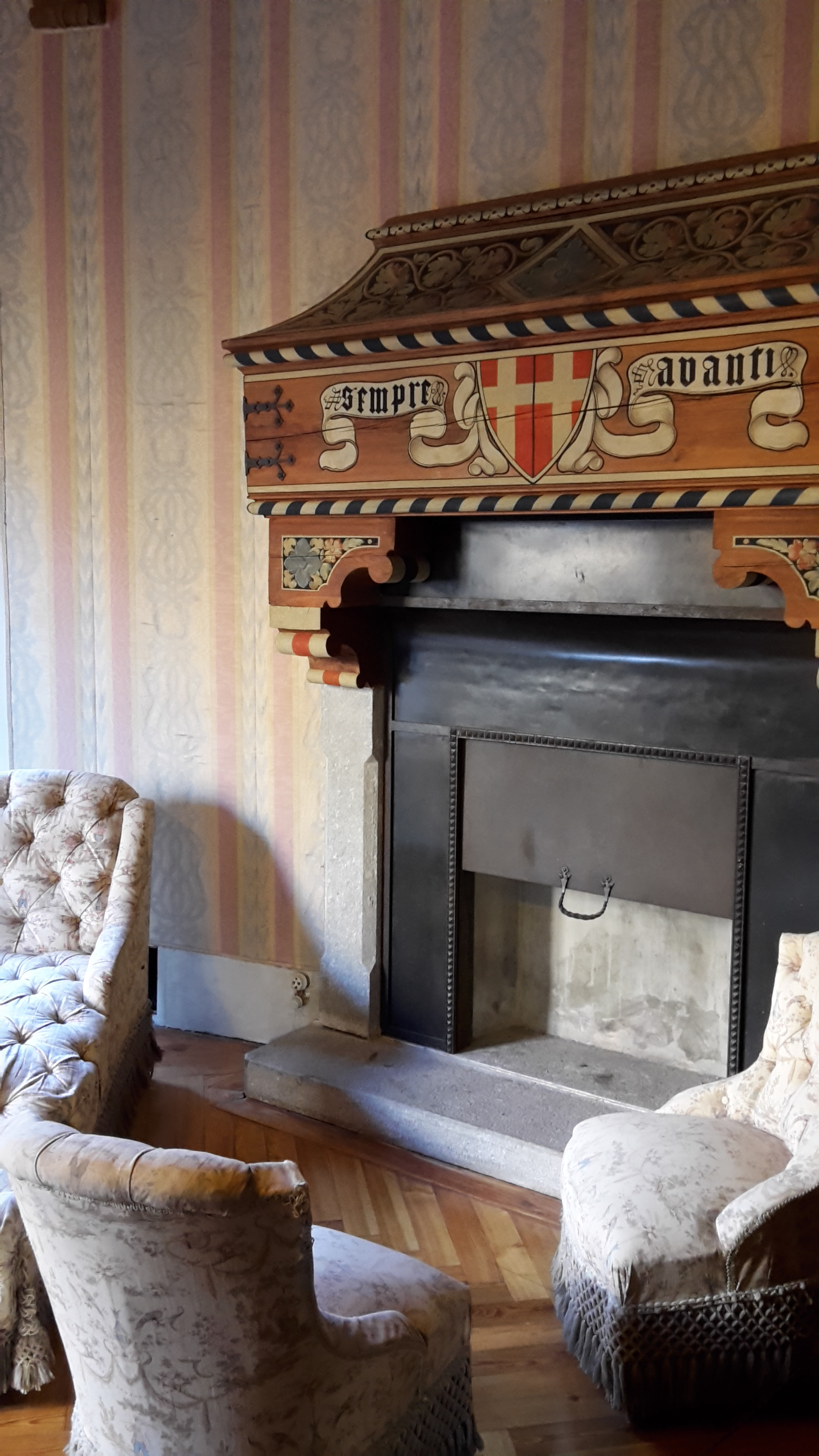
Camino camera da letto della Regina Margherita, Castel Savoia
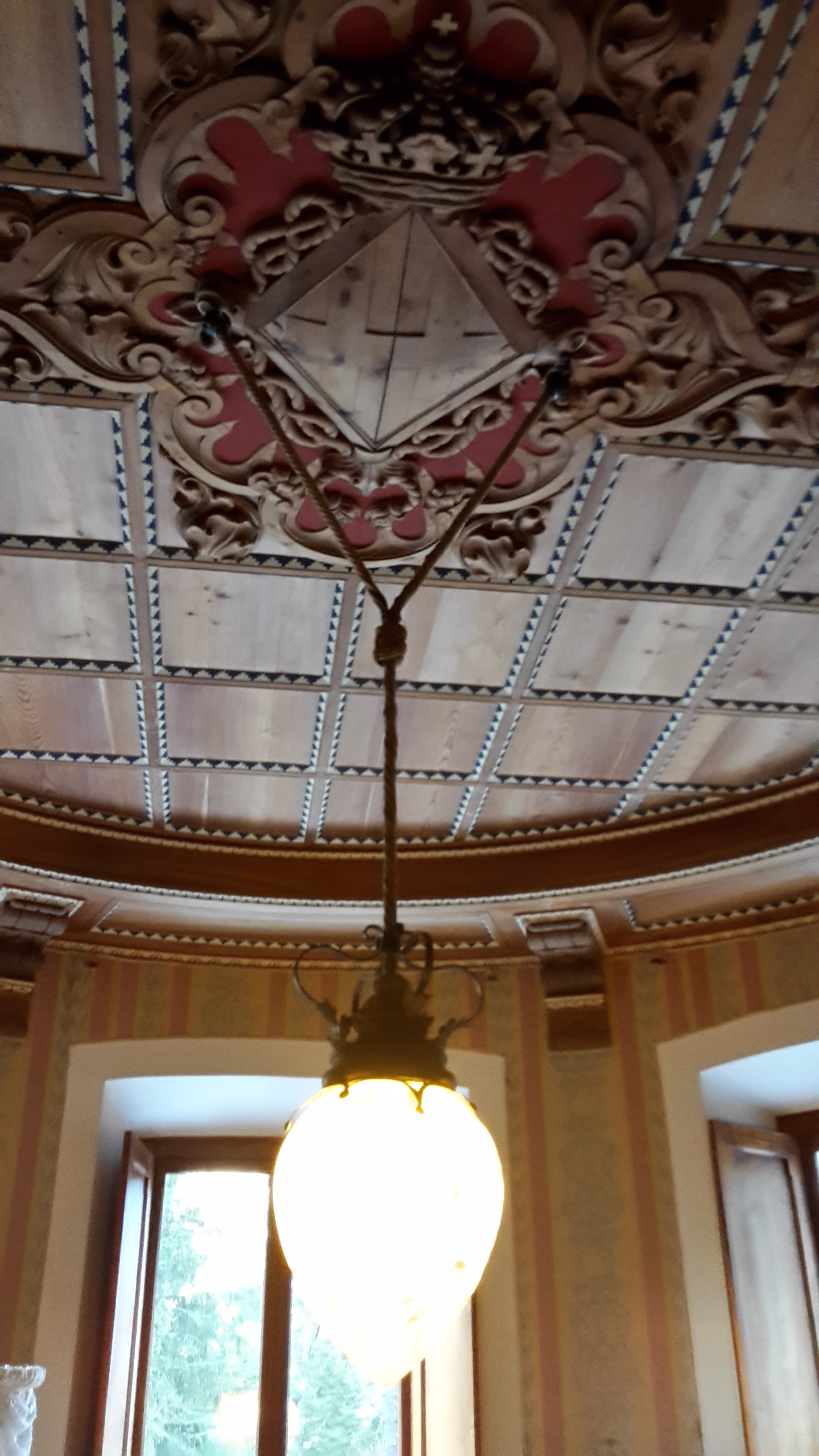
Soffitto camera da letto della Regina Margherita, Castel Savoia
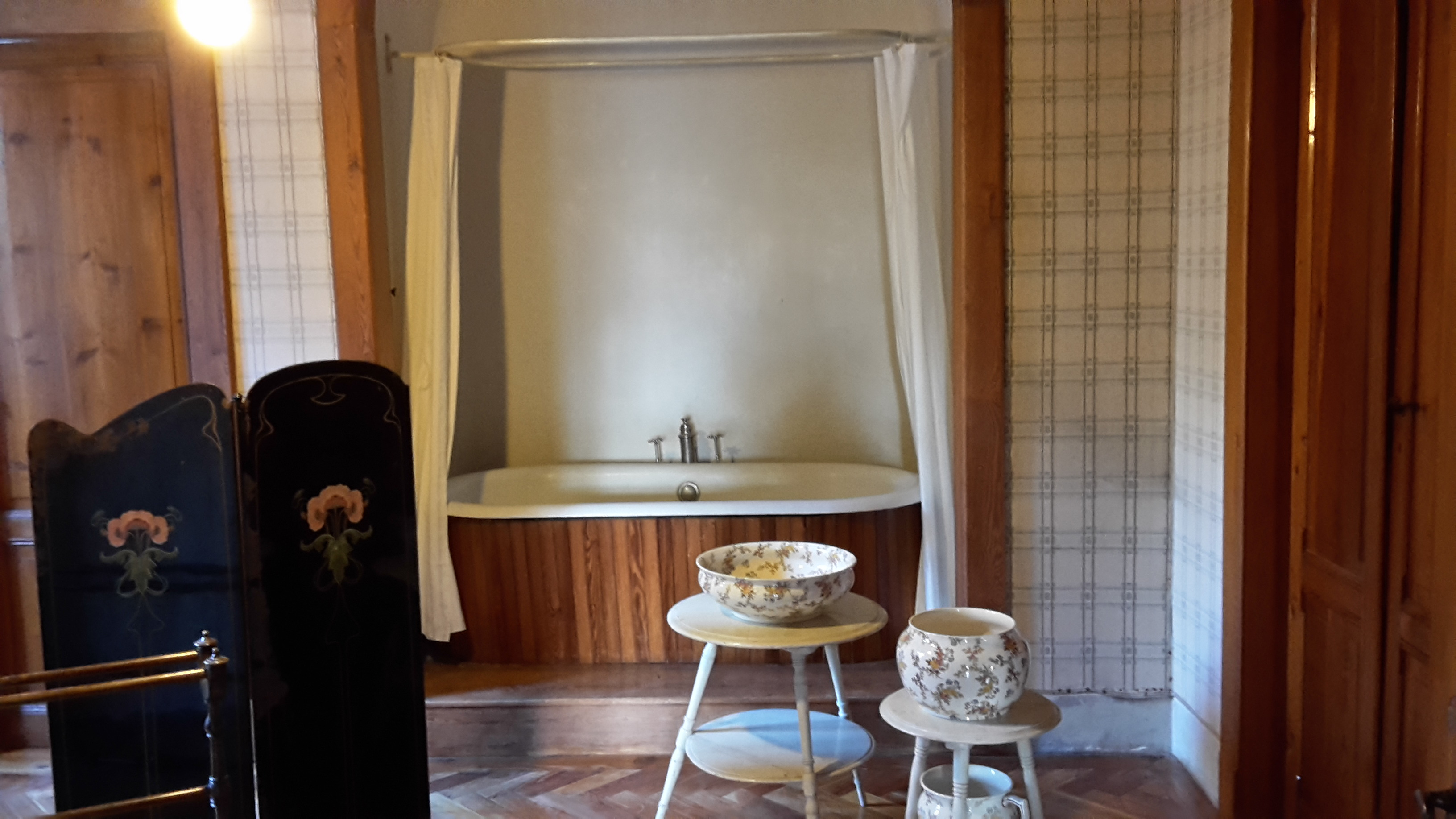
Bagno della Regina Margherita, Castel Savoia
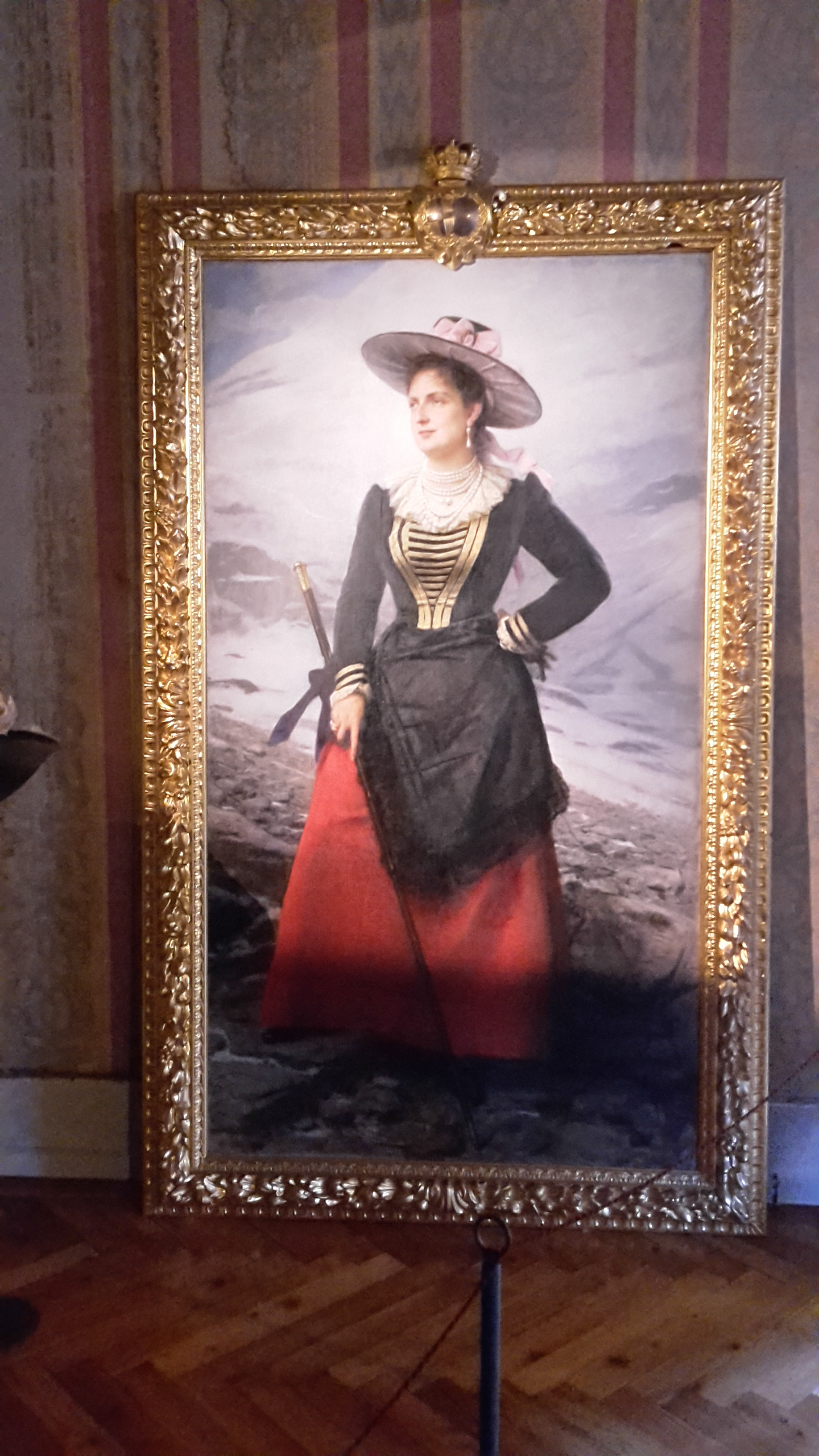
Margherita di Savoia con il costume tipico di Gressoney - Giuseppe Bertini (1890)
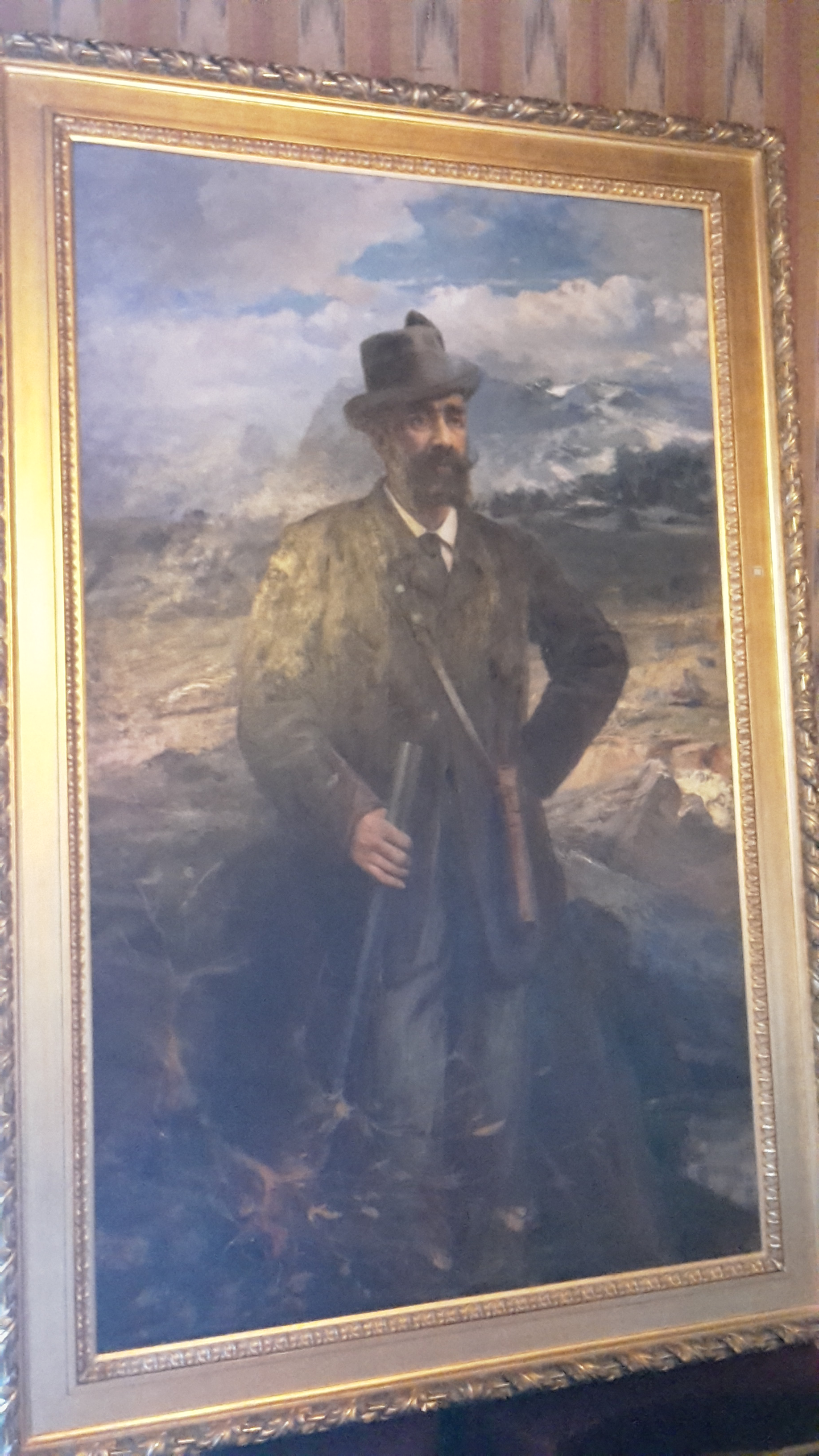
Luigi Beck Peccoz, ritratto di Cesare Tallone (1892)